# Heterofylie

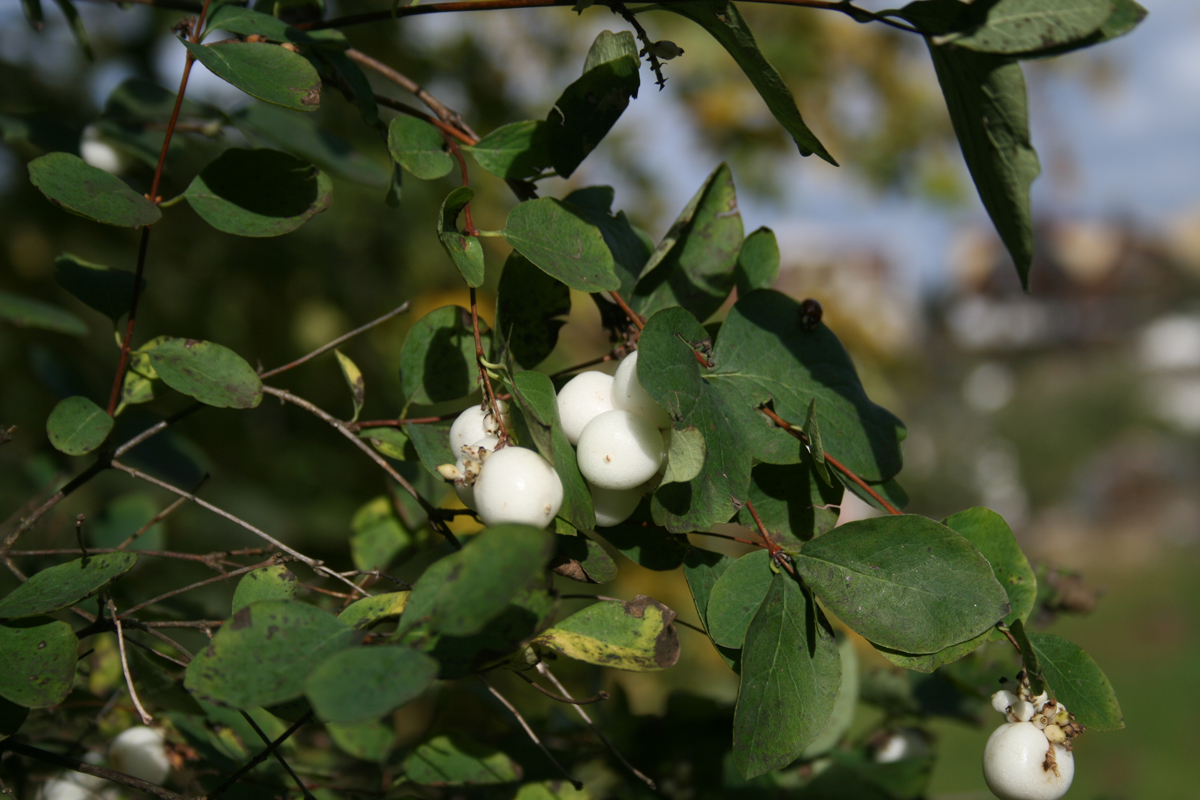
Pámelník hroznatý

Heterofylie (nebo též různolistost) je schopnost určitých druhů rostlin vytvářet na jednom exempláři odlišné tvary a velikosti listů. Tento jev bývá způsoben vnějšími vlivy, například výživou. Mezi známé druhy rostlin, které mají tuto schopnost patří například blahovičník, břečťan, pámelník, nebo topol.